# Abstract Window Toolkit

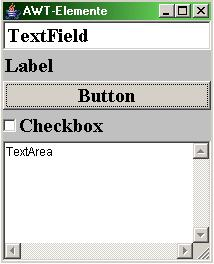
Formulários em janelas com exemplos de AWT

AWT (Abstract Window Toolkit) é o toolkit gráfico original da linguagem de programação Java. Atualmente, AWT é parte da JFC (Java Foundation Classes), a API padrão para uma interface gráfica do usuário (GUI) em um programa em Java. Um conjunto mais recente de interfaces da GUI, Swing, estende o AWT para que o programador possa criar objetos GUI generalizados independentes do sistema de janelas de um sistema operacional específico.